# Stazione di Arsoli

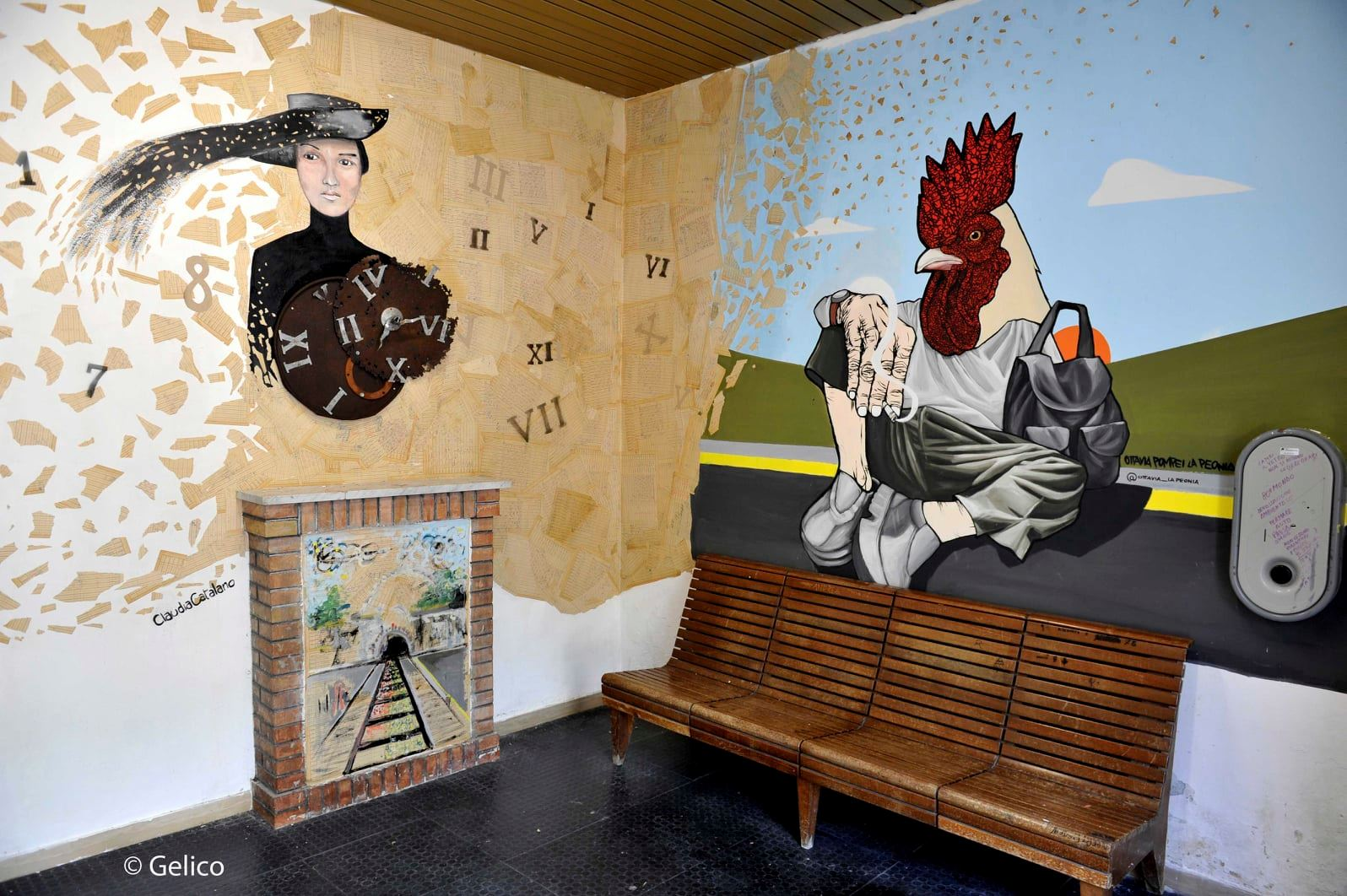
Stazione, sala d'attesaPanchina e Albero in mosaico, Battista Rea

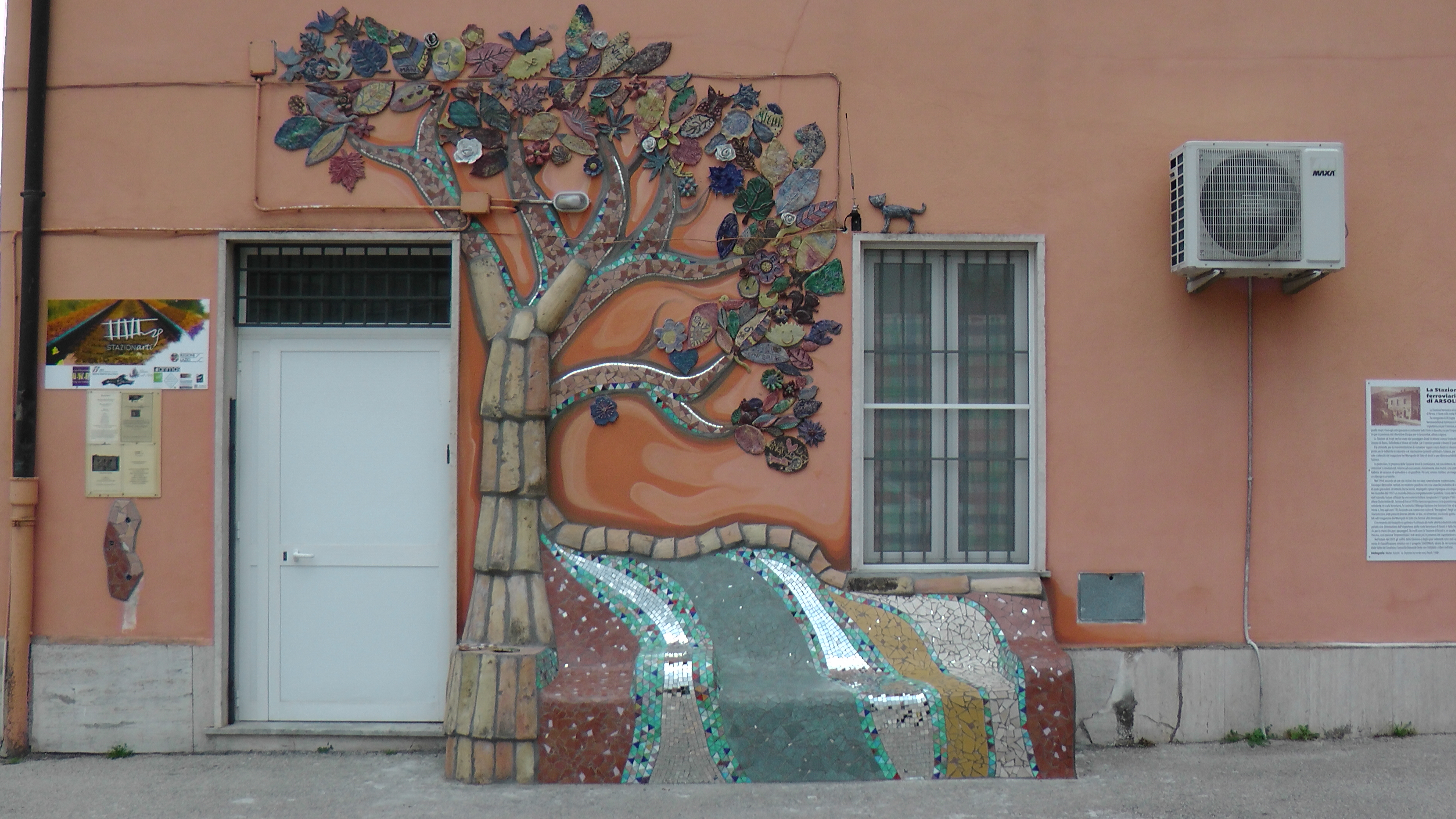

La stazione di Arsoli è la fermata ferroviaria a servizio del comune di Arsoli. Ubicata sulla linea ferroviaria Roma-Pescara, è posta a circa un chilometro dal paese.
La gestione degli impianti è affidata a Rete Ferroviaria Italiana (RFI).

## Storia
La Stazione ferroviaria di Arsoli, in provincia di Roma, si trova sulla tratta Roma-Pescara.
Fu inaugurata il 28 luglio 1888 con la linea ferroviaria Roma-Sulmona e rivestì una grande importanza sia per il servizio passeggeri che per quello merci. Fino agli anni quaranta vi sostavano tutti i treni in transito, sia per l’importanza dello scalo sia per la presenza del rifornitore d’acqua per le locomotive, allora a vapore.
La Stazione di Arsoli veniva usata dai passeggeri diretti in diversi comuni limitrofi come Riofreddo, Cervara di Roma, Vallinfreda e Vivaro ed inoltre  per il servizio postale a favore di questi e altri comuni.
Era utilizzata per la movimentazione di numerosi vagoni merci diretti al rifornimento di materie prime per le fabbriche e industrie e di macinazione presenti ad Arsoli e Subiaco, per il rifornimento di sale e tabacchi del magazzino del Monopolio di Stato di Arsoli e per rifornire prodotti per le cartiere di Subiaco.
In particolare, la presenza della Stazione favorì la costituzione, nei suoi dintorni, di numerose attività industriali e commerciali. Intorno ad essa sorsero, inizialmente, due mulini, una centrale elettrica, una fabbrica di conserve di pomodoro e un pastificio. Poi una sartoria militare, un magazzino di legnami, un albergo e un’osteria.
Nel 1944, accanto ad uno dei mulini che era stato notevolmente modernizzato, il Commendatore  Giuseppe Bernardini realizzò un moderno pastificio con una capacità produttiva di cinquanta quintali di pasta giornalieri. Un’attività che tra tecnici, impiegati e operai impiegava una cinquantina di persone. Nel dicembre del 1957 un incendio distrusse completamente il pastificio. I Locali del mulino, risparmiati dall’incendio, furono utilizzati da una sartoria militare inaugurata il 17 giugno 1963 dal Ministro della difesa Giulio Andreotti. Funzionò fino al 1970 e dava occupazione a circa quaranta ragazze. Sul piazzale antistante lo scalo ferroviario, fu costruito l’Albergo Stazione che funzionò fino al termine degli anni trenta e, fino agli anni ’70, funzionò una osteria con cucina di “Bersagliere”. Negli anni successivi, alla Stazione sono state presenti diverse attività: un bar, un alimentari, una scuola guida, un negozio di mobili ed il magazzino dei Monopoli di Stato che forniva oltre trenta paesi.
L’incremento del trasporto su gomma e la chiusura di molte attività industriali nella zona hanno comportato una diminuzione dell’importanza dello scalo ferroviario di Arsoli, e della ferrovia in generale, sia per le merci che per i passeggeri.
È stata declassata a fermata il 9 giugno 2001. Ora quella di Arsoli è, tra quelle della tratta Roma-Pescara, una stazione “Impresenziata”, cioè senza più la presenza del capostazione e del personale.
Nell’estate del 2021 gli edifici della Stazione e degli spazi adiacenti sono stati oggetto di un intervento di riqualificazione artistica con il progetto STAZIONarti, ideato da tre associazioni locali: Artisti della Valle del Cavaliere, Comunità Giovanile Teste non Trattabili e Liberi nell’arte.

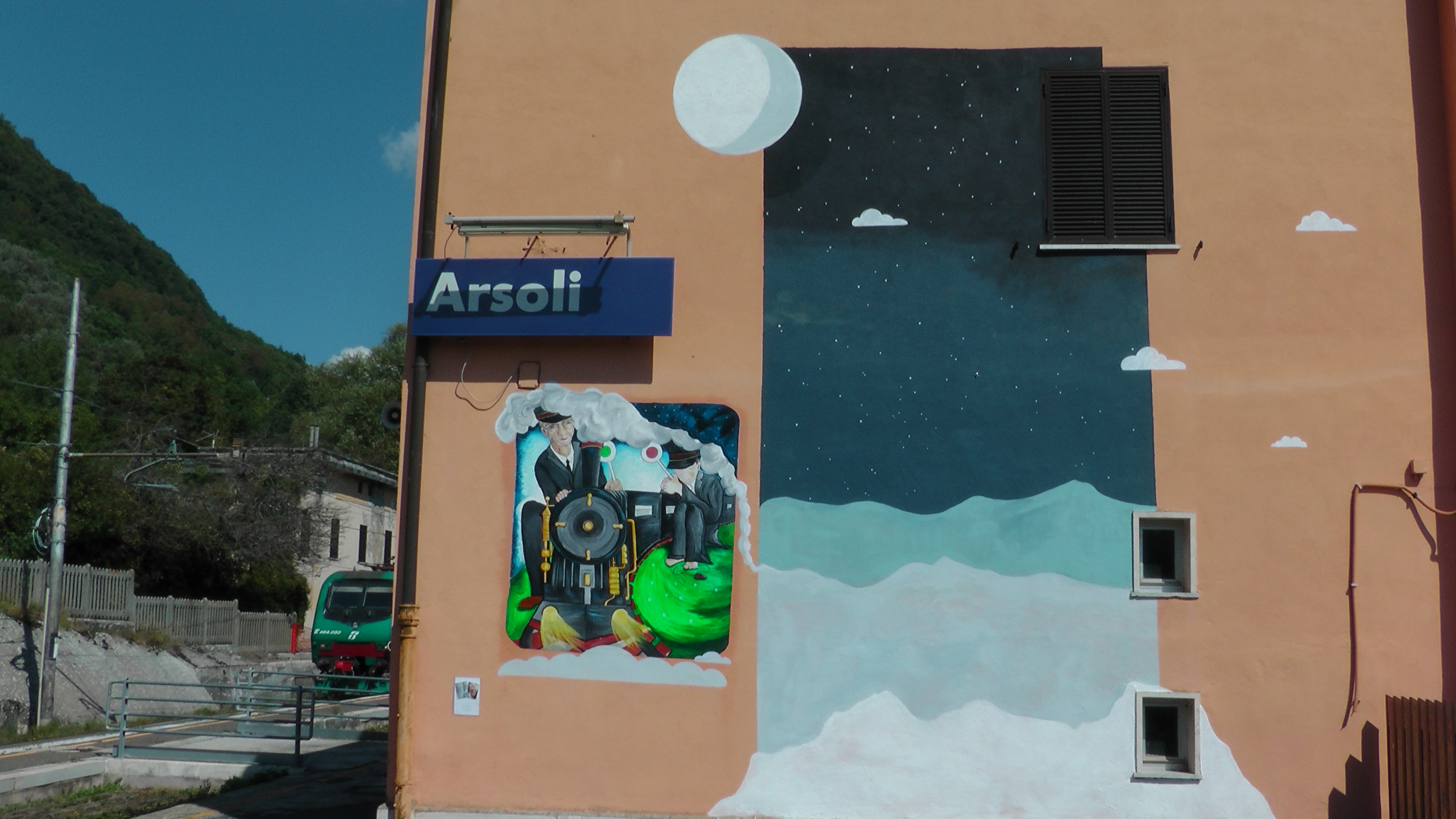
Omaggio al Capostazione Pietro Piscini in servizio ad Arsoli dal 1954 al 1986

Bibliografia: Walter Pulcini - La Stazione ha cento anni, Arsoli, 1988

## Struttura ed impianti
Il fabbricato viaggiatori si compone di due livelli di cui solo il piano terra è aperto pubblico.
La stazione disponeva di uno scalo merci che oggi (2010) risulta completamente smantellato.
È inoltre presente un piccolo fabbricato ad un solo piano in muratura che ospitava i servizi igienici.
La pianta dei fabbricati è rettangolare.
Il piazzale è composto dal solo binario di corsa. Fino al 2001 la stazione di Arsoli disponeva un binario su tracciato deviato (il binario 1) che veniva utilizzato per gli incroci le precedenze fra i treni. Questo binario è stato smantellato e il servizio viaggiatori viene effettuato unicamente sul secondo binario che è provvisto di banchina.

## Servizi
La stazione offre i seguenti servizi:
- Parcheggio auto
- Sala di attesa

## Movimento
Il servizio passeggeri è svolto in esclusiva da parte di Trenitalia (controllata del gruppo Ferrovie dello Stato) per conto della Regione Lazio.
I treni sono esclusivamente di tipo regionale.
In totale sono circa sedici i treni che effettuano servizio in questa stazione e le loro principali destinazioni sono: Roma Tiburtina, Avezzano.